# Aiptasia minuta
Aiptasia minuta is een zeeanemonensoort uit de familie Aiptasiidae. De anemoon komt uit het geslacht Aiptasia. Aiptasia minuta werd in 1866 voor het eerst wetenschappelijk beschreven door Verrill. 